# Czerniec gronkowy
Czerniec gronkowy (Actaea spicata L.) – gatunek rośliny należący do rodziny jaskrowatych. Występuje w stanie dzikim w prawie całej Europie oraz w umiarkowanej strefie Azji, sięgając na wschód po Chiny. W Polsce rozpowszechniony w znacznej części kraju, rzadszy na Mazowszu, ziemi lubuskiej oraz na wybrzeżu zachodniopomorskim.

## Morfologia

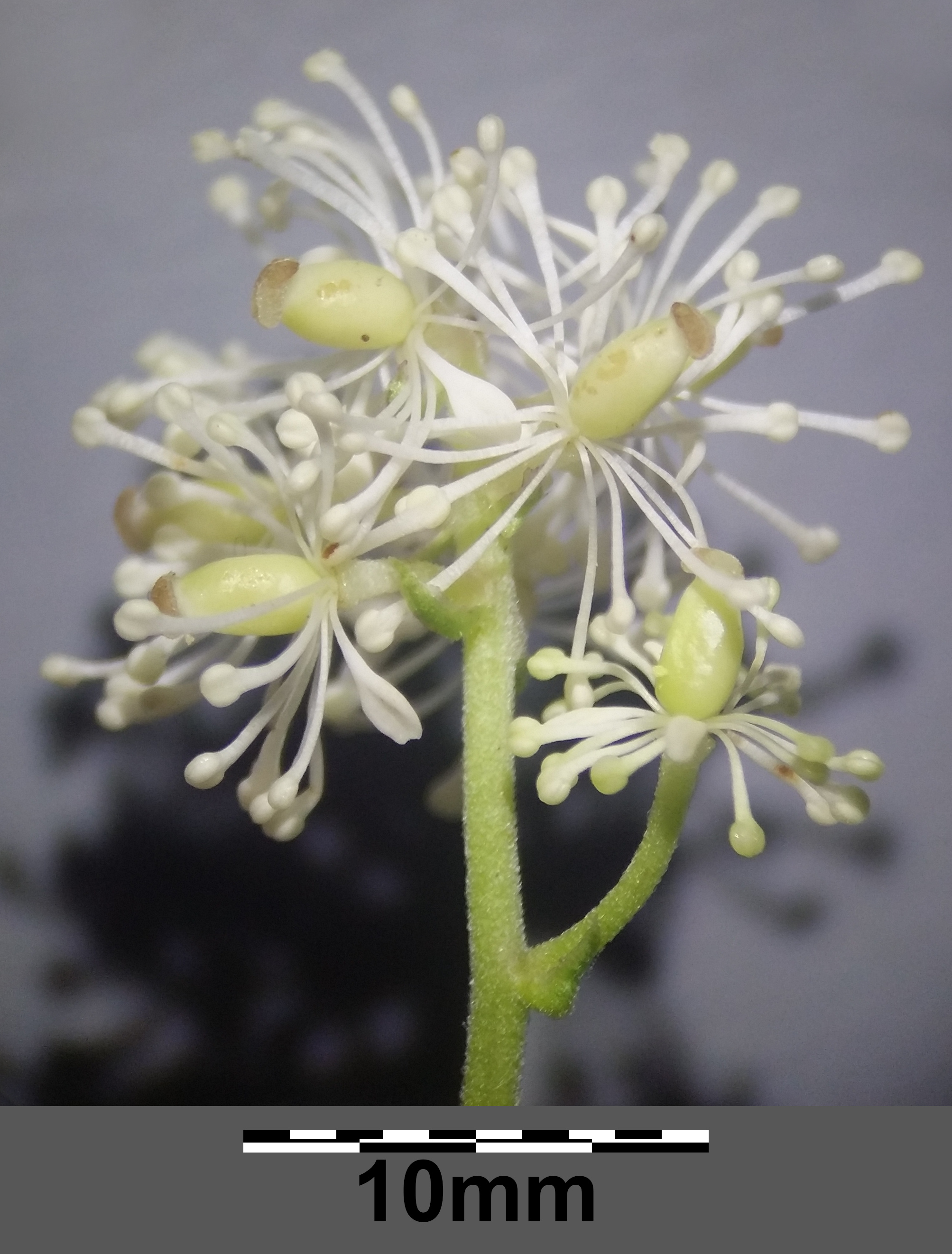
Kwiaty

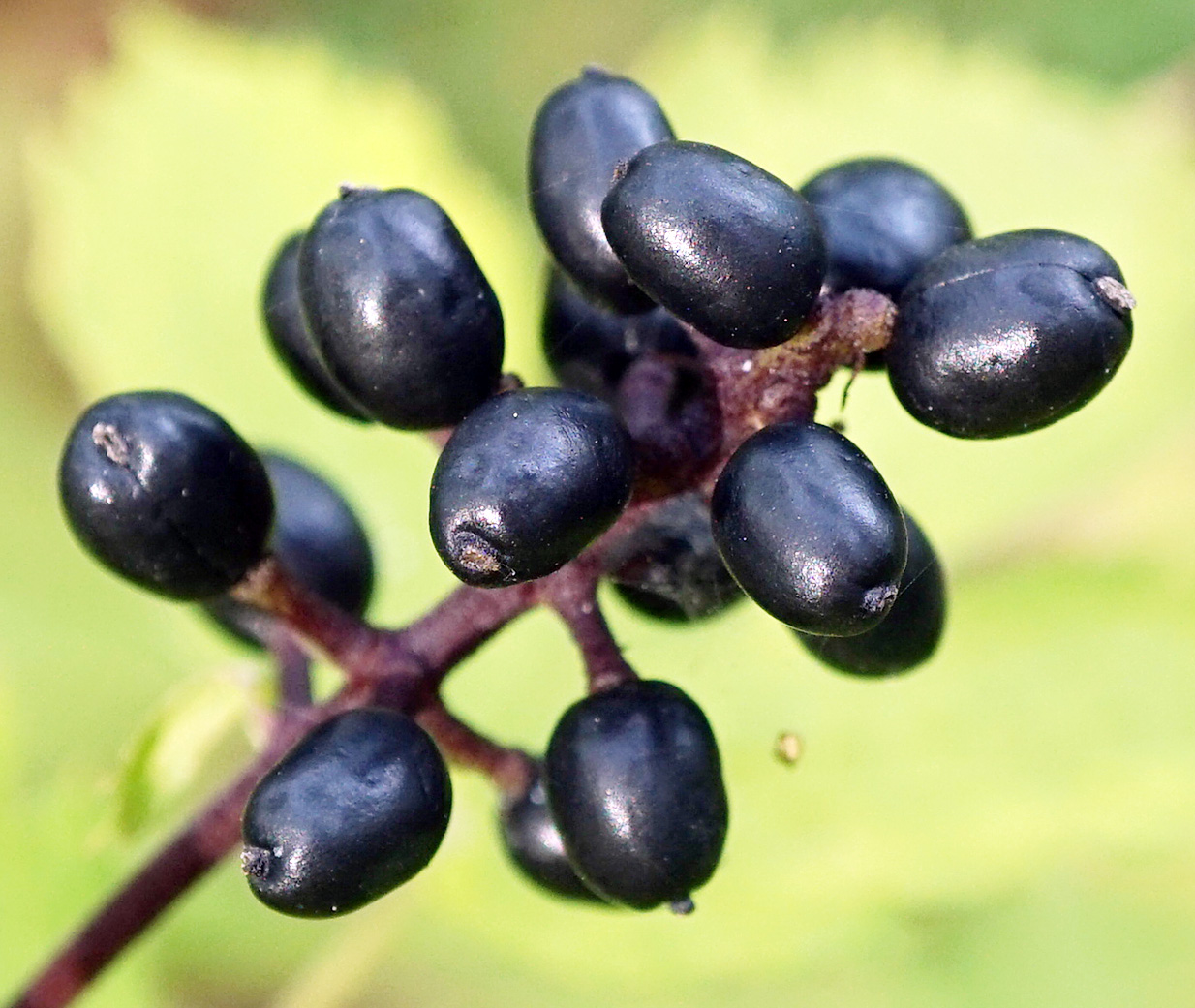
Owoce

PokrójRoślina wieloletnia, 30–60 cm wysokości, o nieprzyjemnym zapachu, słabo rozgałęziona.
LiścieDuże, długość do 30 cm, podwójnie trójdzielnie pierzaste, ogonkowe. Odcinki są nieregularne i grubo ząbkowane. Mają ostry zapach.
KwiatyMałe, białe, 4 lub 5-dzielne w gęstych wierzchołkowych lub bocznych pojedynczych lub złożonych gronach. Słupek pojedynczy, siedzący, pręciki wolne. Działki kielicha i płatki korony szybko opadające. Kwiaty nie posiadają miodników.
OwocKulista, początkowo zielona, a następnie czarna jagoda. Jest to jeden z nielicznych przedstawicieli licznej rodziny jaskrowatych, który wytwarza ten typ owocu. Jagoda zawiera brunatne, ustawione w dwóch rzędach nasiona.

## Biologia i ekologia

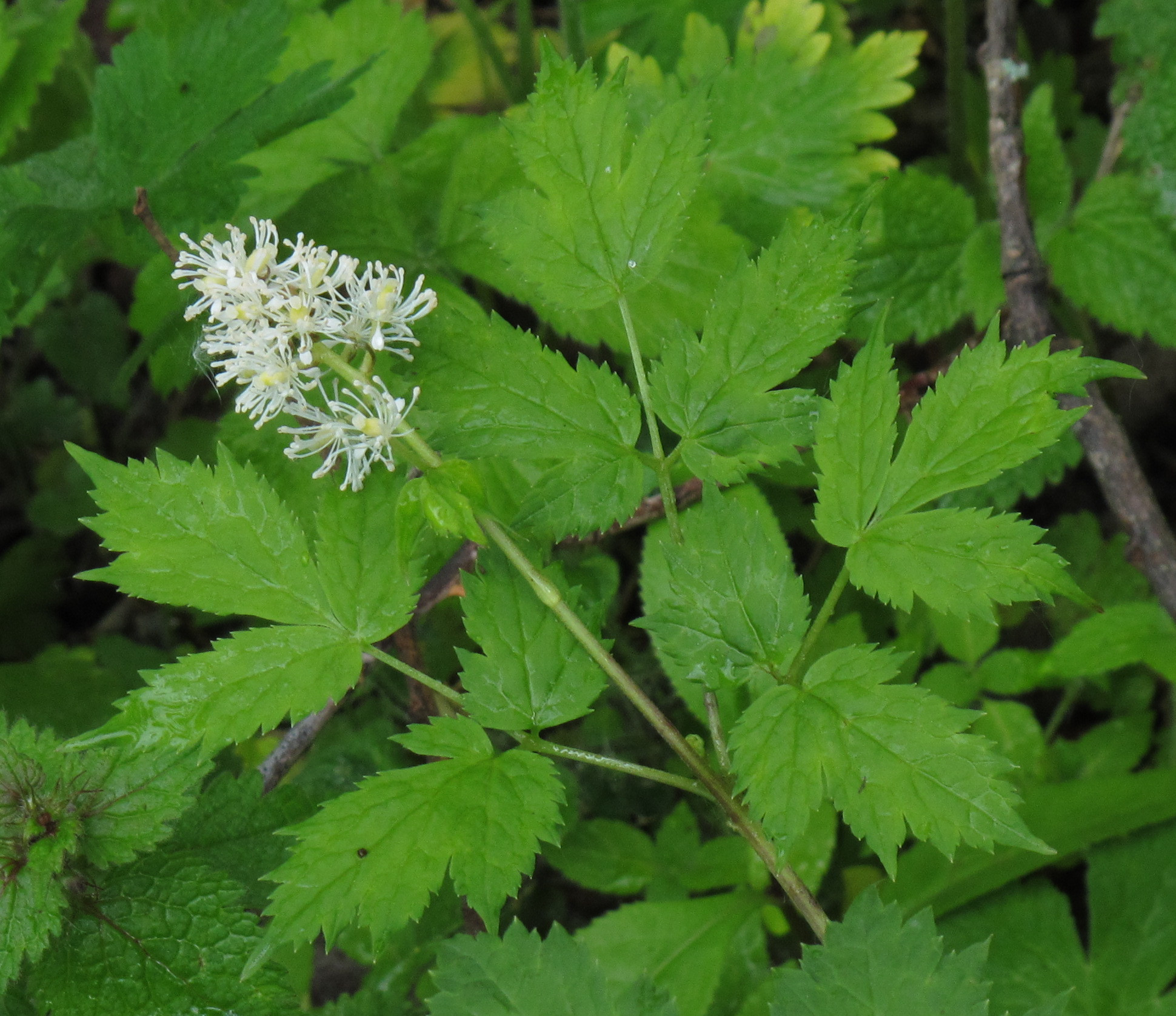
Roślina w czasie kwitnienia

Bylina, hemikryptofit. Kwitnie od maja do czerwca, czasem do lipca. Zabezpieczeniem przed samozapyleniem jest przedsłupność. Kwiaty zapylają owady, nierzadko chrząszcze. W rozprzestrzenianiu diaspor uczestniczą ptaki spożywające owoce i wydalające niestrawione nasiona.
Występuje w cienistych lasach bukowych, zboczach, w wąwozach i w górach. Rośnie na glebach wilgotnych, bogatych w wapń, zwykle luźnych i kamienistych. W Polsce występuje na całym obszarze. W klasyfikacji zbiorowisk roślinnych gatunek charakterystyczny dla związku (All.) Tilio platyphylli-Acerion pseudoplatani. 
Roślina trująca z powodu alkaloidów, przy czym największe ich stężenia występują w owocach, w tym także w nasionach. 
Liczba chromosomów 2n = 16.

## Zastosowanie
- Roślina lecznicza dawniej stosowana w medycynie[7], m.in. w przypadku dżumy[5]. Zrezygnowano z wykorzystywania ze względu na właściwości trujące[7].
- Dawniej wykorzystywano rośliny tego gatunku do barwienia: owoce gotowane z kwasami dają czarny barwnik[6].